# 台灣高鐵通霄路段山體滑坡事故
台灣高鐵苗栗路段山體滑坡事故，是2021年8月7日發生在臺灣苗栗縣台灣高速鐵路（台灣高鐵）臺中站－苗栗站間路段，由於連續豪雨而造成邊坡滑動的交通意外事故，因邊坡監控機制發揮作用，未造成人員傷亡。

## 事發經過
2021年8月7日上午08時07分，在苗栗縣通霄鎮城南里，靠近苗37線鄉道的高鐵126公里100公尺處（TK126+100）），因連續多日豪雨造成該處邊坡滑動，土石壓毀圍籬崩落到軌道上。高鐵公司收到邊坡偵測器警示訊號後，立即停駛台中站至苗栗間雙向路段，在該公司全力搶修後，8月8日恢復單線單線通車。邊坡坍塌總長度約100公尺是台灣高鐵自通車14年來，最嚴重的一次山體滑坡事故。台灣高鐵宣布，8月20日起苗栗至台中路段恢復雙線雙向運轉。

## 影響
因邊坡滑動影響行車，造成高鐵苗栗路段路線不通，雙向交通中斷，中華民國交通部啟動公路客運接駁共計開出323班次，接駁旅客7,112人次，臺灣鐵路管理局加開8列車班次停靠豐富站、新烏日站接駁高鐵轉乘旅客，西部幹線27列次對號列車全數增停竹南站、新烏日站接駁高鐵轉乘臺鐵旅客

## 參看
- 2020年臺鐵瑞芳猴硐路段坍方事故

## 外部連結
- 台灣高速鐵路股份有限公司>最新消息>新聞稿 （页面存档备份，存于）